# مجموعه نوشته‌های قرآن

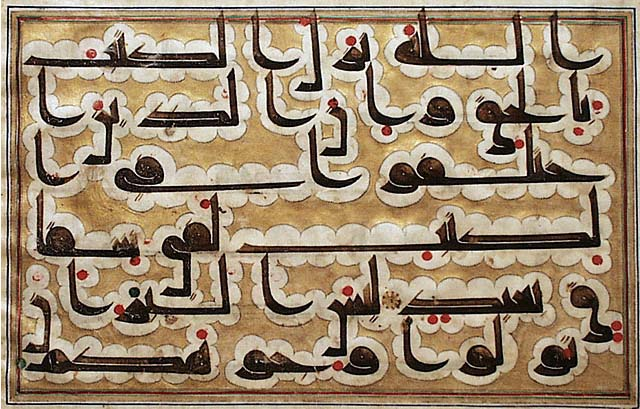
یک صفحه از نسخ خطی قرآنی

مجموعه نوشته‌های قرآن یا کُرپوس کُرانیکوم (به لاتین: Corpus Coranicum) یک پروژهٔ علمی در آلمان در آکادمی علوم براندنبورگ برلین پیرامون تصحیح متون قرآن است.
این پروژه در سال ۲۰۰۷ در آکادمی علوم براندنبورگ برلین آغاز به کار کرده‌است. پروژه یادشده در ۳ محور به بحث پیرامون مطالعات قرآن به‌ویژه متن‌شناسی قرآن می‌پردازد.
مدیریت این پروژه از ۱۷ سال پیش به این سو بر عهده خانم آنگلیکا نویوِرت متخصص مطالعات علوم قرآنی بوده است و اکنون پس از بازنشستگی وی به دست جانشین وی، میشائیل مارکس است. سید علی آقایی، که مدیریت پروژه ایران کوران، یکی از زیرمجموعه‌های این پروژه را که از سوی همین دانشگاه مدیریت می‌شود بر عهده دارد، دربارهٔ این پروژه می‌گوید که مجموعه نوشته‌های قرآن در واقع ادامهٔ راه دو روش «مطالعه بر اساس کتاب‌ها و سنت مکتوب گذشته» و «مطالعه بر روی نسخه‌های کهن قرآن» است و این پروژه به تحلیل نسخه‌های خطّی کهن قرآن، قرائات قرآن، متون و شواهد مربوط به بستر تاریخی و تاریخ صدر اسلام، تفسیر و تحلیل ادبی قرآن، شرح متن و فرایند تکوین و تکمیل قرآن می‌پردازد.